# Nationaal Glasmuseum

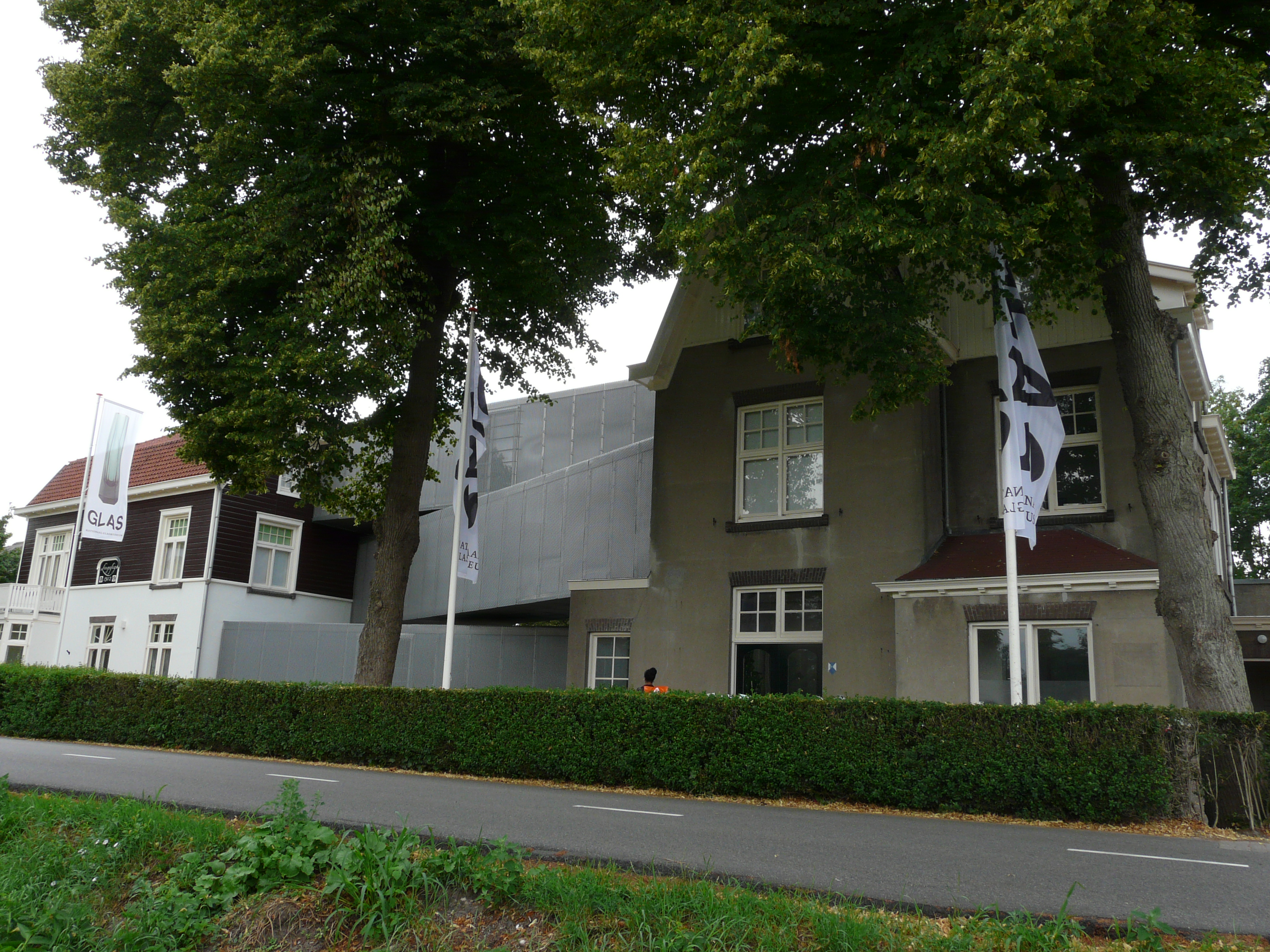
Voorkant van het Nationaal Glasmuseum

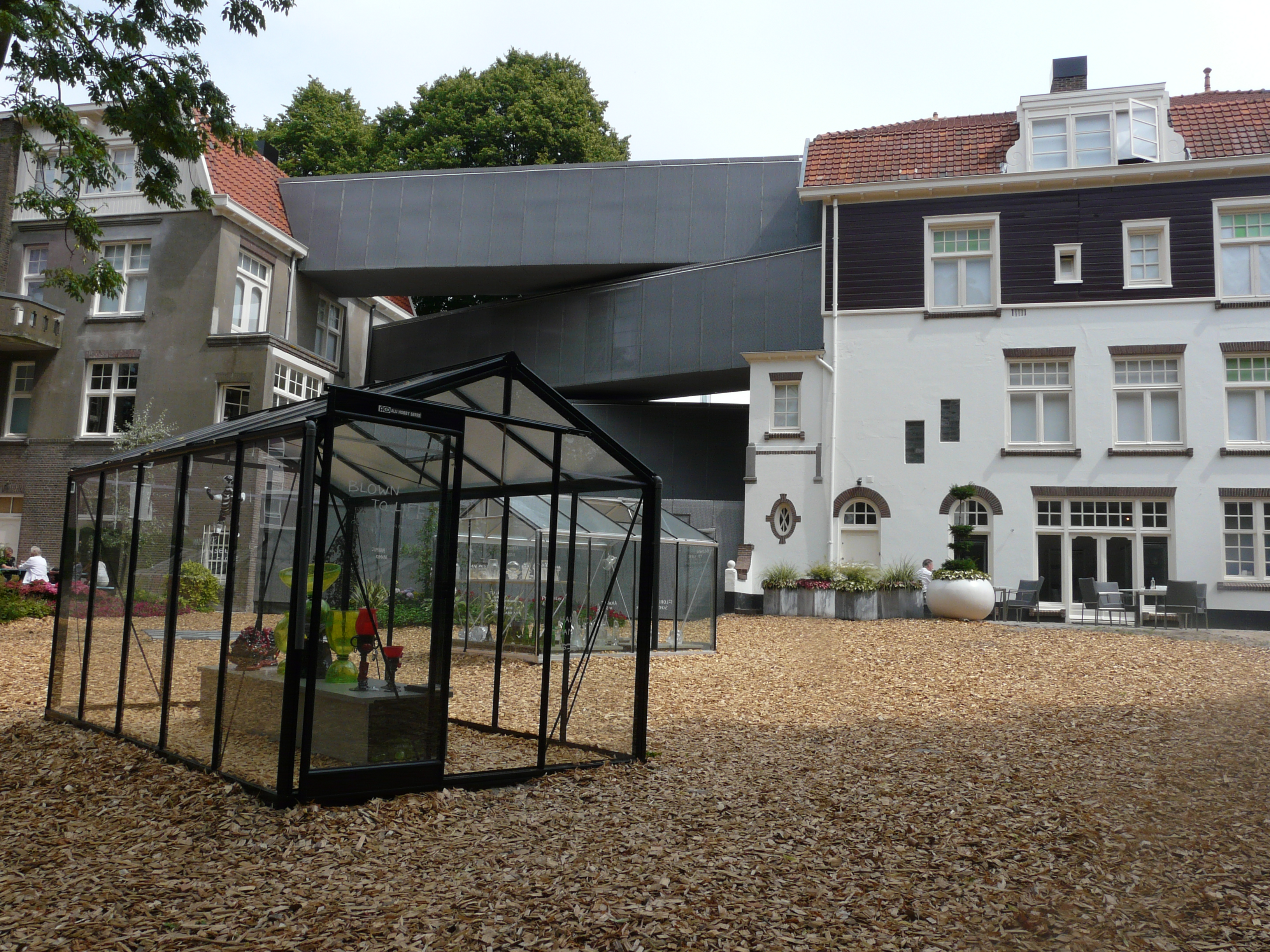
Achterkant en tuin van het Nationaal Glasmuseum

Het Nationaal Glasmuseum in de Utrechtse stad Leerdam beheert een verzameling kunstnijverheid in glas, zowel op het gebied van gebruiksglas als op het gebied van sier- en kunstglas.

## Collectie
De collectie glas, oorspronkelijk verzameld door Cochius, is in de loop der tijd uitgebreid met meerdere deelcollecties, waardoor het museum een representatief beeld geeft van de ontwikkeling van de Nederlandse vormgeving en beeldende kunst in glas vanaf circa 1880. De collectie bestaat voor een deel uit kunstnijverheidsproducten van de Glasfabriek Leerdam.
Behalve Leerdamglas zijn in de collectie enkele representatieve kernen van glas van andere producenten van kristal in Nederland vertegenwoordigd, onder andere van Glashuis Muller te Amsterdam en van de Kristalunie Maastricht, die vooral in het interbellum actief waren. Op het gebied van het moderne Nederlandse glas bezit het museum een eveneens representatieve verzameling hedendaags (vooral) Nederlands Studioglas en unica, waarin de pioniers uit de jaren zestig en zeventig zijn vertegenwoordigd tot aan een huidige generatie, die grotendeels is afgestudeerd aan de glasafdeling van de Gerrit Rietveld Academie te Amsterdam.
Het museum beschikt ten slotte ook over een kleine deelcollectie van glaswerk van buitenlandse ontwerpers en producenten.

## Kenniscentrum
Het Nationaal Glasmuseum wordt, zowel door een breed publiek als door museale instellingen, beschouwd als de autoriteit op het gebied van Leerdamglas en Nederlands glas vanaf circa 1850 tot heden. Het wordt hierbij geregeld benaderd om informatie te geven ten aanzien van glas in het algemeen en ten aanzien van de collectie in het bijzonder. Het museum documenteert daartoe de collectie en legt systematisch en structureel gegevens vast over de objecten in de museumcollectie, teneinde deze gegevens aan een zo groot mogelijke groep ter beschikking te kunnen stellen.
Los van de collectie glas beheert het museum een archief, waarin een groot aantal specialistische publicaties op het gebied van kunstnijverheid, glas, glasfabricage e.d. Ofschoon de collectie niet compleet is, zijn veel van de publicaties betrekkelijk zeldzaam. Het museum bezit tevens een unieke en zeldzaam complete collectie (verkoop)catalogi van de Nederlandse glasfabrieken, zowel van de glasfabriek Leerdam als van de Kristalunie Maastricht. Ook beheert het museum een knipselarchief van de Glasfabriek Leerdam en ander uitzonderlijk archiefmateriaal, zoals reclamemateriaal en beeldmateriaal, originele ontwerptekeningen, briefwisselingen e.d. In het verleden hebben diverse auteurs bewezen op basis van deze informatie een levendig beeld te schetsen van de ontwikkeling van de vormgevingsgeschiedenis van glas.
In 2010 is het Nationaal Glasmuseum door koningin Beatrix heropend na een verbouwing, waarbij de twee villa's van de directeuren van de glasfabriek, Cochius en Bunge, door middel van transparante loopbruggen met elkaar verbonden werden. De hele museumcollectie is in beide villa's en in de loopbruggen tentoongesteld.

## Galerij

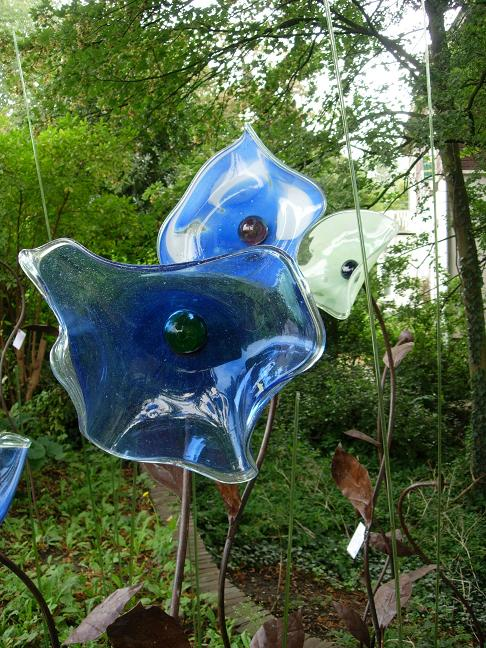
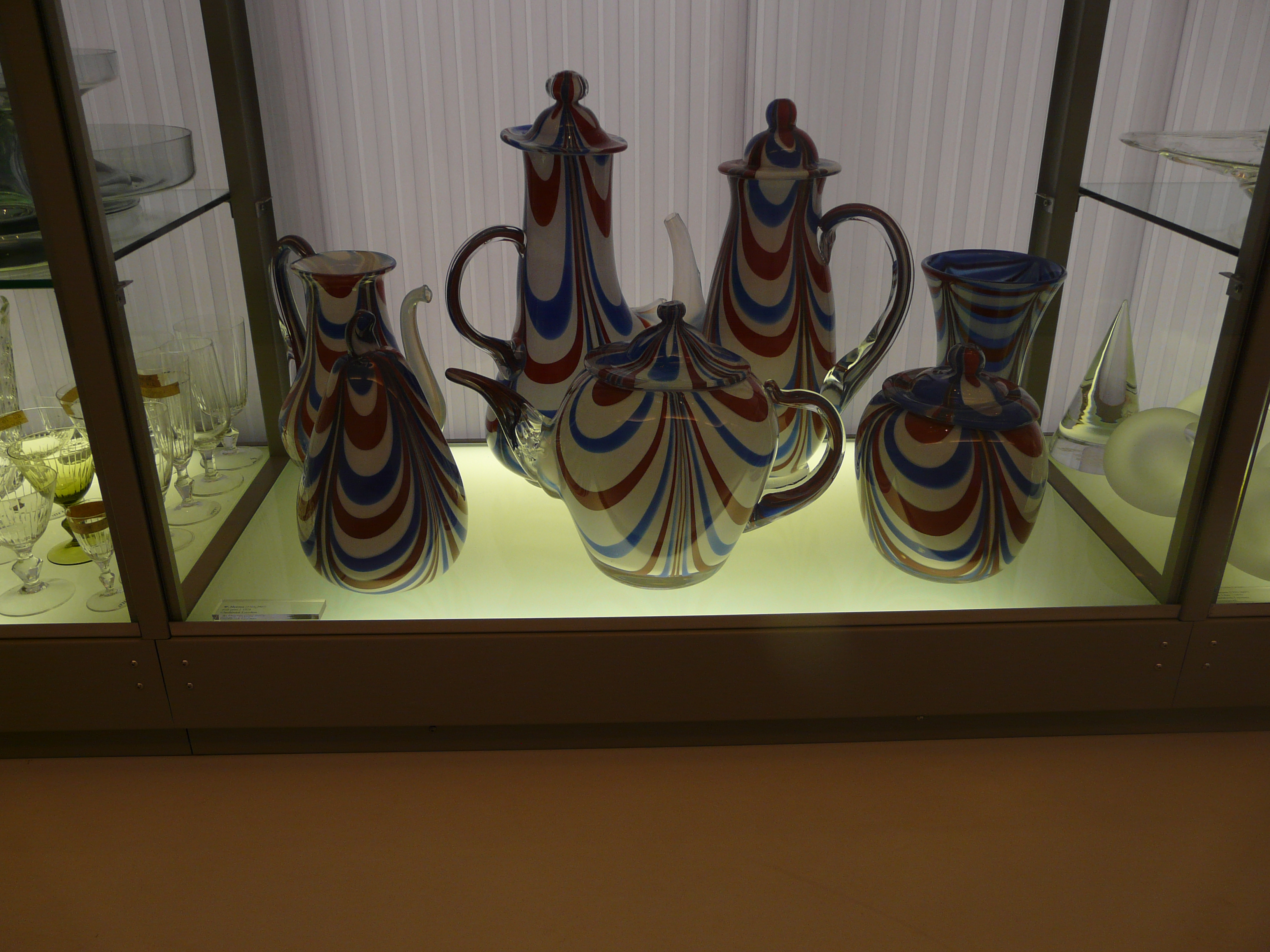
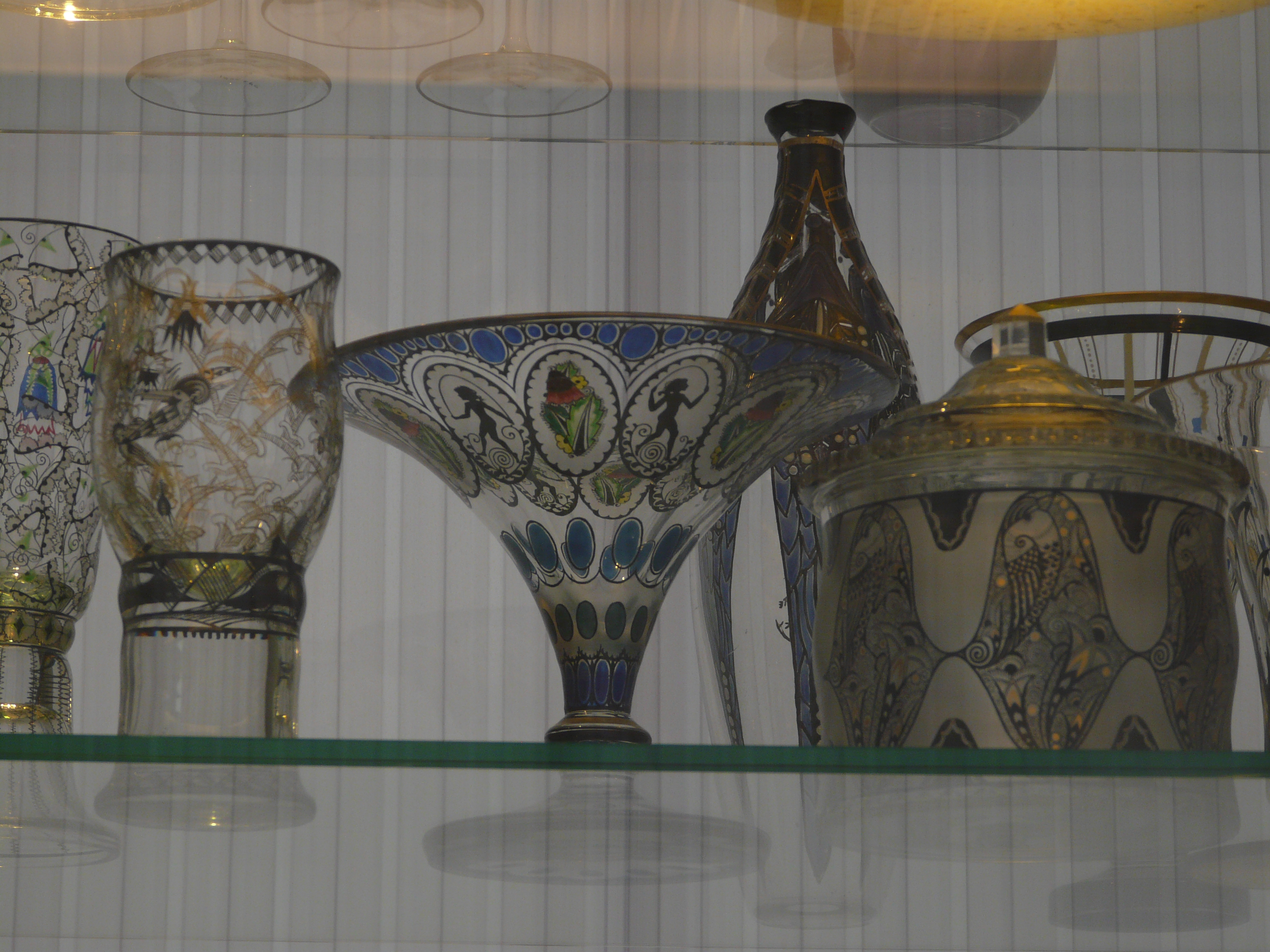